# Krieg oder Frieden

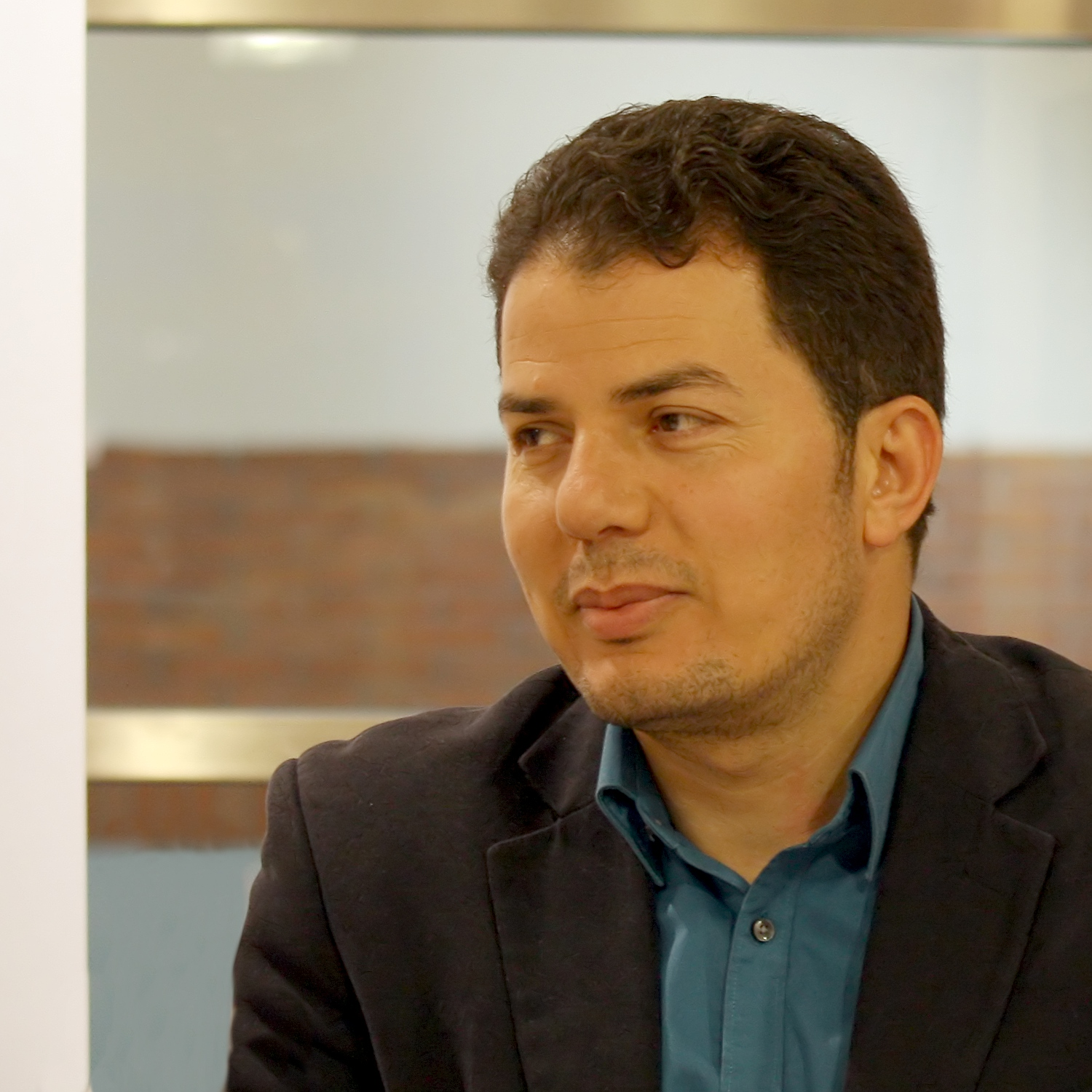
Hamed Abdel-Samad

Krieg oder Frieden: Die arabische Revolution und die Zukunft des Westens. ist das vierte Buch des deutsch-ägyptischen Politologen Hamed Abdel-Samad. Das Werk erschien 2011 im Droemer-Verlag.

## Inhalt
Abdel-Samad widmet die ersten Kapitel einer kleinen Chronik des Arabischen Frühlings in Ägypten und anderen Staaten. Im Mittelteil des Buches richtet er seine Aufmerksamkeit auf die Ursachen der Aufstände, hierbei geht der Autor zurück bis in die Zeit des Kolonialismus und der Zeit unter Sadat.
Abdel-Samad schlägt einen Marshall-Plan des Westens für die Arabische Welt vor.
Folgende Punkte erachtete er dabei als wichtig:
- Sicherheit
- Parteigründung und Wahlen
- Bildung und Ausbildung
- Investitionen
- Umweltforschung und Umweltschutz
- Erneuerbare Energien[1]

## Kritik
„Der deutsch-ägyptische Politikwissenschaftler Hamed Abdel-Samad ist eines der Gesichter der Revolution: als Interviewpartner von ARD und ZDF, als Zeitzeuge und als Sympathisant von Menschen, die sich nicht länger mit Armut, Unterdrückung und Gewalt abfinden wollen.“